# Ahna Capri
Pour les articles homonymes, voir Capri (homonymie).
Ahna Capri est une actrice américaine d'origine hongroise née le 6 juillet 1944 et morte le  19 août 2010. Elle est surtout connue pour son rôle de Tania, la séduisante hôtesse de Han dans Opération Dragon.

## Biographie
Ahna Capri a fait ses débuts à 13 ans dans Outlaw's Son de Lesley Selander et a joué dans Father Knows Best et The Danny Thomas Show. Sa filmographie est faite de nombreux rôles dans des téléfilms et films américains jusqu'à la fin des années 70.

## Mort
Le 9 août 2010, elle est victime d'un accident de voiture sur une route d'Hollywood. Après dix jours de coma, elle décède le 19 août à l'âge de 66 ans.

## Filmographie partielle

### Cinéma
- 1957 : Outlaw's Son de Lesley Selander
- 1963 : Ma femme est sans critique (Critic's Choice) de Don Weis
- 1964 : Un mari à tout faire (Kisses for My President) de Curtis Bernhardt
- 1965 : The Girls on the Beach
- 1969 : Istanbul, mission impossible (Target: Harry) de Roger Corman : Francesca
- 1970 : La Loi du talion (Darker than Amber)  de Robert Clouse : Del
- 1971 : The Brotherhood of Satan de Bernard McEveety
- 1972 : Piranha
- 1973 : Opération Dragon de Robert Clouse : Tania
- 1973 : Payday de Daryl Duke : Maylen
- 1975 : The Specialist : Londa Wyeth
- 1976 : Bingo (The Bingo Long Traveling All-Stars & Motor Kings) de John Badham
- 1990 : Ye xing ren wu

### Télévision
- 1957 : Leave It to Beaver
- 1957 : Maverick
- 1958 : Au nom de la loi
- 1962 : Cette sacrée famille (en) (Room for One More), saison 1, épisode 1 à 26 : Mary Rose
- 1964 : Des agents très spéciaux
- 1965 : Le Proscrit
- 1965 : Les Espions
- 1965 : Les Mystères de l'Ouest
- 1967 : Mannix
- 1967 : L'Homme de fer
- 1968 : Les Envahisseurs (The Invaders) (série TV) : saison 2, épisode 18 (Contre-attaque (Counterattack) ) : Joan Surrat
- 1968 : La Nouvelle Équipe
- 1968 : Auto-patrouille (Adam-12)
- 1970 : Dan August, Créée par Walter Grauman
- 1971 : Cannon, saison 3, épisode 8 : Sharon
- 1972 : The Impressionist, saison 4, épisode 12 : Gornaga
- 1973 : Police Story, saison 1, épisode 10 : Miss Hadley
- 1973 : Kojak
- 1975 : Police Story, saison 2, épisode 18 : Jane
- 1975 : Baretta; saison 2, épisode 20 : Mercedes Morrison
- 1979 : Mme Columbo
- 1980 : Dan August: Once is never enough : Linda Perry